# Yenigeçitveren
Yenigeçitveren est un village du district de Bolu, dans la province de Bolu, Turquie. En 2010, il y avait une population de 185 habitants.